# De mortibus persecutorum
De mortibus persecutorum (dal latino, «Le morti dei persecutori») è un trattato in lingua latina attribuito allo scrittore cristiano Lattanzio.

## Contenuto
Composto negli anni immediatamente seguenti all'Editto di Milano, il trattato aveva lo scopo morale di istruire i cristiani su quale fosse la sorte che spettava ai nemici di Dio. Esso narra, con uno stile scorrevole e a tratti molto crudo e vivace, la vita, le sofferenze e la fine tragica di tutti i persecutori del cristianesimo, da Nerone fino a Massimino Daia. L'opera si articola in oltre cinquanta capitoli, i più ricchi dei quali sono quelli dedicati ai tetrarchi e ai loro successori.
L'attribuzione del De mortibus persecutorum è stata anche oggetto di dibattito: lo scritto infatti, per il gusto del macabro di molte scene e lo stile ardente e diretto si differenzia dalle altre opere di Lattanzio in cui prevale invece un'eloquenza molto più pacata. Secondo Arnaldo Momigliano l'autore del De mortibus persecutorum è forse l'unico scrittore cristiano dell'epoca che si diffonda su eventi sociali e politici e lo fa con uno spirito conservatore e senatoriale che deve risultare imbarazzante per coloro che identificano i cristiani con l'amore per gli strati sociali più poveri e deboli.